# Чернюк Володимир Іванович
Володимир Іванович Чернюк (15 травня 1938 — 30 грудня 2020) — український науковець, медик-гігієніст, член-кореспондент Національної академії медичних наук України, обраний 13.09.2010 р. за спеціальністю «медицина праці», доктор медичних наук (1987), професор (2006), директор Інституту медицини праці імені Ю. І. Кундієва НАМН України (2017—2020).

## Здобутки
Автор 250 наукових праць, у тому числі 9 монографій, 5 авторських свідоцтв, 25 гігієнічних нормативів та державних стандартів. Підготував 3 докторів та 3 кандидатів наук.
Основні наукові праці:
- «Комбінована дія на організм вібрації і шуму» (1980),
- «Гигиена труда в сельскохозяйственном производстве» (1981),
- «Encyclopaedia of Occupational Health and Safety» (1998),
- Підручник «Гігієна праці. Методи досліджень та санітарно-епідеміологічний нагляд» (2005),
- «Профессиональное здоровье в Украине. Эпидемиологический анализ» (2007),
- «Возможно ли безопасное использование хризотилового асбеста. Опыт Украины» (2008).

## Відзнаки
Нагороджений:
- Почесною грамотою Верховної Ради України,
- медаллю «За доблесний труд»,
- медаллю «В пам'ять 1500-ліття Києва»,
- знаком «Отличнику здравоохранения».